# Traz Onmale
Traz Onmale es un personaje de ficción que aparece en los libros del ciclo de Tschai, escritos entre 1968 y 1970 por Jack Vance. Acompaña al protagonista, Adam Reith, a lo largo de toda la aventura.

## Argumento
Traz era el líder de una tribu nómada, los emblemas, que se dedicaban a asaltar caravanas en las estepas de Amán. Dentro de los emblemas, el rol se dicta por el emblema que se lleva en el sombrero; Traz era el portador del Onmale, el más importante, que dirigía a los demás. Durante una cacería, tras una lucha entre una plataforma chasch y otra dirdir, el grupo encuentra una nave con dos humanos a bordo. Uno de los magos mata a uno, pero Traz salva al otro, Reith, y lo convierte en su esclavo. A partir de entonces comienza a haber problemas en la tribu, ya que el extranjero es considerado de mal agüero. El guerrero Osom Vaduz ataca a Reith por besar a una chica, y éste le mata. Traz manda que le castren, pero Reith pide el Vaduz. Mientras se decide,  Jad Piluna también ataca a Reith, matando a la chica. Jad se muestra despectivo ante Traz, pero Reith, ya con el Vaduz, acaba matándole. Tras una emboscada fracasada, la luna Braz eclipsa a Az, lo que es considerado como una señal para que el portador del Onmale se suicide y éste cambie de manos. Reith convence a Traz para que entierre el emblema y huya con él.
A partir de ese momento, Traz se muestra tímido e inseguro, pero utiliza todos sus conocimientos como cazador para escapar y llegar a una ciudad en ruinas. Allí salvan de un phung a un hombre-dirdir, Anacho, que se une a ellos, a pesar de que a Traz le irrita su constante desprecio. Juntos viajan a Pera, donde derrocan al dictador Naga Goho e instauran un gobierno ciudadano. Más tarde va a Dadiche, ciudad chasch, para sacar a Reith, que ha ido allí buscando una nave espacial. Como los chasch van a buscarles a Pera, realizan una serie de incursiones y acaban destruyendo Dadiche. Tras reponerse utilizan una plataforma para devolver a la noble Ylin-Ylan a su casa en Cath, pero el vehículo se estropea y se quedan en Coad, al otro lado del mar. Allí se encuentran con Dordolio, un yao que busca a Ylin-Ylan. Embarcan para Cath, y durante el viaje, la visión de Reith besando a otra chica hace que Ylin-Ylan entre en el awaile, un éxtasis asesino provocado por la vergüenza al que son muy dados los yao, y acaba tirándose por la borda. Al desembarcar visitan el Palacio del Jade Azul para comunicar al padre, Cizante, las noticias. Éste les recibe gélidamente, y más tarde su asistente, Helsse, explica que Cizante prometió lo que quisiera a quien trajera noticias de su hija, y ya que Dordolio es enemigo de su familia, quiere llegar a algún acuerdo para que Reith pida una recompensa discreta. Con el dinero viajan hacia Ao Hidis, ciudad wankh, con la intención de contratar a varios técnicos lokhar y robar una nave. El plan no resulta, ya que capturan una nave con controles nuevos y con un wankh dentro. Caen sobre un lago y son llevados a la ciudad, donde son interrogados por un grupo de wankhs, y Reith consigue hacer traducir que los hombres-wankh les engañan, los expulsan. Poco después empiezan a ser perseguidos por agentes dirdir, y, puesto que necesitan dinero para conseguir una nave, deciden ir a los Carabas, una peligrosa zona desértica en la que crecen los bulbos de los que se extraen los sequins, la moneda del planeta, pero que es parte del territorio de caza dirdir. Se esconden en un bosquecillo cercano a Khusz, campamento dirdir, y preparan una trampa para emboscar a las partidas de caza dirdir, y así matarles y quedarse con el botín que han recogido de sus presas. Con una considerable fortuna van a Sivishe, donde se encuentra el mayor espaciopuerto dirdir, y comienzan a comprar y ensamblar las piezas de una nave. Poco antes de terminarla, Anacho es denunciado y llevado a la Caja de Cristal, donde los dirdir cazan a los delincuentes. Gracias a un par de bombas que coloca Traz consiguen sacarlo, y salen bien parados porque Reith vence a un dirdir en la lucha, invocando sus leyes. Más tarde, Reith es secuestrado, y al terminar la nave, se va con los técnicos a esconder la nave en la pradera donde enterró el Onmale, mientras Anacho espera en Sivishe la llegada de Reith. Allí desentierra el Onmale, y espera a que lleguen sus compañeros por unos meses. Cuando vuelven a juntarse, despegan hacia la Tierra.
- Datos: Q6152046